# Cúp bóng đá Macedonia 1999–2000
Cúp bóng đá Macedonia 1999–2000 là mùa giải thứ 8 của giải đấu bóng đá loại trực tiếp ở Cộng hòa Macedonia. FK Vardar là đương kim vô địch và đã 4 lần đoạt cúp. Đội vô địch mùa giải 1999–2000 là FK Sloga Jugomagnat với lần thứ 2 đoạt cúp.

## Vòng Một
| Đội 1               | Tỉ số   | Đội 2              |
| ------------------- | ------- | ------------------ |
| OFS Tetovo          | 0–1     | Cementarnica       |
| Galeb               | 0–6     | Vardar             |
| BSK                 | 3–1     | Balkan             |
| Osogovo             | 5–6     | Bashkimi           |
| Povardarie          | 0–11    | Sileks             |
| Bitola              | 0–2     | Sasa               |
| Belasica            | 1–2     | Makedonija         |
| Arsimi              | 3–0 (f) | Kumanovo           |
| Butel               | 0–1     | Pobeda             |
| Bregalnica Štip     | 2–0     | Tikveš             |
| Novaci              | 0–1     | Rabotnički Kometal |
| Ohrid               | 4–0     | Skopje             |
| Udarnik             | 1–2     | Napredok           |
| Borec MHK           | 0–1     | Metalurg           |
| Madžari Solidarnost | 0–3     | Sloga Jugomagnat   |
| Bregalnica Delčevo  | 0–2     | Pelister           |

## Vòng Hai

### Bảng A
| Đội                | St | T | H | B | BT | BB | HS  | Đ  |
| ------------------ | -- | - | - | - | -- | -- | --- | -- |
| Sloga Jugomagnat   | 6  | 4 | 1 | 1 | 20 | 11 | +9  | 13 |
| Rabotnički Kometal | 6  | 3 | 2 | 1 | 19 | 11 | +8  | 11 |
| Ohrid              | 6  | 3 | 1 | 2 | 19 | 12 | +7  | 10 |
| Arsimi             | 6  | 0 | 0 | 6 | 7  | 31 | −24 | 0  |

|                    | ARS | OHR | RAB | SLO |
| ------------------ | --- | --- | --- | --- |
| Arsimi             |     | –   | –   | –   |
| Ohrid              | 5–0 |     | 2–1 | –   |
| Rabotnički Kometal | 9–3 | –   |     | –   |
| Sloga Jugomagnat   | –   | 6–3 | 2–2 |     |

### Bảng B
| Đội          | St | T | H | B | BT | BB | HS  | Đ  |
| ------------ | -- | - | - | - | -- | -- | --- | -- |
| Cementarnica | 6  | 4 | 2 | 0 | 18 | 4  | +14 | 14 |
| Sileks       | 6  | 4 | 0 | 2 | 22 | 7  | +15 | 12 |
| Sasa         | 6  | 2 | 2 | 2 | 8  | 11 | −3  | 8  |
| Metalurg     | 6  | 0 | 0 | 6 | 2  | 28 | −26 | 0  |

|              | CEM | MET | SAS | SIL |
| ------------ | --- | --- | --- | --- |
| Cementarnica |     | 7–0 | –   | –   |
| Metalurg     | –   |     | –   | 1–5 |
| Sasa         | 0–0 | 4–0 |     | –   |
| Sileks       | 1–3 | –   | 8–0 |     |

### Bảng C
| Đội      | St | T | H | B | BT | BB | HS  | Đ  |
| -------- | -- | - | - | - | -- | -- | --- | -- |
| Pobeda   | 6  | 5 | 0 | 1 | 33 | 6  | +27 | 15 |
| Pelister | 6  | 4 | 0 | 2 | 22 | 12 | +10 | 12 |
| Bashkimi | 6  | 3 | 0 | 3 | 9  | 15 | −6  | 9  |
| BSK      | 6  | 0 | 0 | 6 | 5  | 36 | −31 | 0  |

|          | BAS | BSK | PEL | POB |
| -------- | --- | --- | --- | --- |
| Bashkimi |     | 3–0 | 3–1 | –   |
| BSK      | –   |     | –   | 2–9 |
| Pelister | –   | 5–1 |     | –   |
| Pobeda   | 4–1 | –   | 5–1 |     |

### Bảng D
| Đội             | St | T | H | B | BT | BB | HS | Đ  |
| --------------- | -- | - | - | - | -- | -- | -- | -- |
| Vardar          | 6  | 5 | 0 | 1 | 14 | 6  | +8 | 15 |
| Makedonija      | 6  | 4 | 1 | 1 | 8  | 3  | +5 | 13 |
| Napredok        | 6  | 1 | 1 | 4 | 5  | 11 | −6 | 4  |
| Bregalnica Štip | 6  | 1 | 0 | 5 | 3  | 10 | −7 | 3  |

|                 | BRE | MAK | NAP | VAR |
| --------------- | --- | --- | --- | --- |
| Bregalnica Štip |     | –   | –   | 0–1 |
| Makedonija      | 2–0 |     | –   | –   |
| Napredok        | 1–0 | 0–0 |     | –   |
| Vardar          | –   | 0–2 | 4–3 |     |

Nguồn: 

## Tứ kết
Các trận lượt đi diễn ra vào ngày 15 tháng Ba và lượt về vào ngày 22 tháng 3 năm 2000.
| Đội 1              | TTS | Đội 2            | Lượt đi | Lượt về |
| ------------------ | --- | ---------------- | ------- | ------- |
| Rabotnički Kometal | 3–2 | Cementarnica     | 1–1     | 2–1     |
| Sileks             | 0–4 | Sloga Jugomagnat | 0–1     | 0–3     |
| Makedonija         | 2–3 | Pobeda           | 0–0     | 2–3     |
| Pelister           | 3–1 | Vardar           | 1–0     | 2–1     |

## Bán kết
Các trận lượt đi diễn ra vào ngày 4 tháng Tư và lượt về vào ngày 18 tháng 4 năm 2000.
| Đội 1              | TTS | Đội 2            | Lượt đi | Lượt về |
| ------------------ | --- | ---------------- | ------- | ------- |
| Pelister           | 3–4 | Pobeda           | 2–2     | 1–2     |
| Rabotnički Kometal | 2–4 | Sloga Jugomagnat | 1–1     | 1–3     |

## Chung kết
| Sloga Jugomagnat                                                     | 6–0 | Pobeda |
| -------------------------------------------------------------------- | --- | ------ |
| Miserdovski 42' · Beqiri 55', 66', 74' · Mustafi 71' · Presilski 81' |     |        |